# Brit Selby
Robert Briton „Brit“ Selby (* 27. März 1945 in Kingston, Ontario) ist ein ehemaliger kanadischer Eishockeyspieler, der während seiner aktiven Laufbahn unter anderem für die Toronto Maple Leafs, Philadelphia Flyers und St. Louis Blues in der National Hockey League spielte.

## Karriere
Selby war zunächst als Junior für die Lakeshore Maroons, eine unterklassige Eishockeymannschaft aus der kanadischen Provinz Ontario aktiv, ehe er von 1960 bis 1965 im Trikot der Toronto Marlboros mit Spielbetrieb aus der Ontario Hockey Association auflief. Mit diesen gewann der Flügelstürmer 1964 sowohl den J. Ross Robertson Cup als auch im Anschluss den Memorial Cup. Im Verlauf der Saison 1964/65 wurde der Angreifer erstmals in den Kader der Toronto Maple Leafs aus der National Hockey League berufen, als Ersatz für den verletzten Stürmer Ron Ellis. In seinem ersten NHL-Spiel wurde Selby mit der Aufgabe betraut, Starstürmer Gordie Howe an einem Torerfolg zu hindern. Er löste diese Herausforderung ausgezeichnet und in seiner zweiten Partie gelang dem Kanadier gegen die New York Rangers der erste Treffer, als Selby deren Torwart Jacques Plante bezwang. Nachdem Ellis von seiner Verletzung genesen war, kehrte der Linksschütze zunächst in die Ontario Hockey Association zurück. In seiner Rookiesaison, die Spielzeit 1965/66, etablierte er sich im Kader der Toronto Maple Leafs und kam in 61 NHL-Spielen der regulären Saison zum Einsatz, in denen Selby 27 Punkte verbuchte. Als bester Neuprofi wurde er mit der Calder Memorial Trophy ausgezeichnet. In der Endausscheidung setzte er sich gegen Bert Marshall von den Detroit Red Wings durch.
Nachdem die darauffolgende Spielzeit nicht zufriedenstellend begonnen hatte, wurde der Offensivakteur zu den Vancouver Canucks geschickt. Für diese bestritt Selby lediglich 15 Partien, da eine erlittene Beinverletzung das frühzeitige Saisonende zur Folge hatte. Beim NHL Expansion Draft 1967 wurde er von den Philadelphia Flyers ausgewählt. Nach zwei soliden Spielzeiten im Dress der Flyers folgte im März 1969 ein Tauschhandel mit den Toronto Maple Leafs, welcher insgesamt fünf Spieler umfasste und Selby zurück nach Toronto brachte. Eine weitere Station in der National Hockey League waren die St. Louis Blues, für welche der Kanadier von 1970 bis 1971 auflief.
Nach einem Engagement bei den Kansas City Blues aus der Central Hockey League folgte der Wechsel in die World Hockey Association zu den Québec Nordiques. Die Saison 1972/73 beendete der Linksschütze im Trikot der New England Whalers, mit denen der Flügelstürmer die Avco World Trophy gewann. Es folgten zwei Saisonen bei den Toronto Toros, ehe Selby seine aktive Laufbahn beendete.

## Erfolge und Auszeichnungen
- 1964 J.-Ross-Robertson-Cup-Gewinn mit den Toronto Marlboros
- 1964 Memorial-Cup-Gewinn mit den Toronto Marlboros
- 1966 Calder Memorial Trophy
- 1973 Avco-World-Trophy-Gewinn mit den New England Whalers